# Ariel Fis
Ariel Fis Batista (ur. 9 kwietnia 1994) – kubański zapaśnik startujący w stylu klasycznym. Zajął 24. miejsce na mistrzostwach świata w 2018. Złoty medalista mistrzostw panamerykańskich w 2018 i mistrzostw Ameryki Środkowej i Karaibów w 2018. Triumfator igrzysk Ameryki Środkowej i Karaibów w 2018 roku.